# Al-Duhail SC
Al Duhail är en fotbollsklubb från Qatar. Al Duhails kända spelare nutid är Mario Mandžukić, Medhi Benatia och Toby Alderweireld de två första spelarna såldes från Juventus och Alderweireld från Tottenham Hotspur.

## Meriter
- Qatar Stars League[1]

Klubben var mästare (8): 2010/11, 2011/12, 2013/14, 2014/15, 2016/17, 2017/18, 2019/20, 2022/23

## Placering senste säsonger

### Lekhwiya SC
| Säsong  | Nivå | Liga               | Placering | Referens | Notering               |
| ------- | ---- | ------------------ | --------- | -------- | ---------------------- |
| 2009/10 | 2    | 2. division        | 1         | [ 2 ]    | Uppflyttad till Q Liga |
| 2010/11 | 1    | Qatar Stars League | 1         | [ 3 ]    | Mästare                |
| 2011/12 | 1    | Qatar Stars League | 1         | [ 4 ]    | Mästare                |
| 2012/13 | 1    | Qatar Stars League | 2         | [ 5 ]    |                        |
| 2013/14 | 1    | Qatar Stars League | 1         | [ 6 ]    | Mästare                |
| 2014/15 | 1    | Qatar Stars League | 1         | [ 7 ]    | Mästare                |
| 2015/16 | 1    | Qatar Stars League | 4         | [ 8 ]    |                        |
| 2016/17 | 1    | Qatar Stars League | 1         | [ 9 ]    | Mästare                |

### Al-Dunhail SC (sedan 2017)
| Säsong  | Nivå | Liga               | Placering | Referens | Notering |
| ------- | ---- | ------------------ | --------- | -------- | -------- |
| 2017/18 | 1    | Qatar Stars League | 1         | [ 10 ]   | Mästare  |
| 2018/19 | 1    | Qatar Stars League | 2         | [ 11 ]   |          |
| 2019/20 | 1    | Qatar Stars League | 1         | [ 12 ]   | Mästare  |
| 2020/21 | 1    | Qatar Stars League | 2         | [ 13 ]   |          |
| 2021/22 | 1    | Qatar Stars League | 2         | [ 14 ]   |          |
| 2022/23 | 1    | Qatar Stars League | 1         | [ 15 ]   | Mästare  |
| 2023/24 | 1    | Qatar Stars League | 6         | [ 16 ]   |          |
| 2024/25 | 1    | Qatar Stars League | 2         | [ 17 ]   |          |

## Trikåer
|  | Hemmakit · 2009 | Hemmakit · sedan 2011 |